# Gesamtschule Lippstadt
Die Gesamtschule Lippstadt ist eine städtische weiterführende Schule mit integrierter gymnasialer Oberstufe in Lippstadt. Sie wird als Ganztagsschule geführt und wurde im Jahr 2010 gegründet.

## Geschichte
Schon über einen längeren Zeitraum, verstärkt nach Einführung des Abiturs nach der zwölften Jahrgangsstufe („G8“), wurde in der Bevölkerung die Errichtung einer Gesamtschule in Lippstadt thematisiert, da die Gesamtschulen in der Umgebung kaum Kapazitäten für Lippstädter Schüler boten. Seitens der Lippstädter INI (Initiative für Jugendhilfe, Bildung und Arbeit e. V.), wurde anlässlich deren 25-jährigen Jubiläums am 7. März 2008 durch den Vorsitzenden Andreas Knapp verkündet, eine Gesamtschule in privater Trägerschaft der INI mit Start zum Schuljahr 2009/10 zu errichten. Von der Stadtverwaltung der Stadt Lippstadt wurde befürchtet, dass zusätzliche Schulschließungen, über die Folge von sinkenden Schülerzahlen hinaus, durch Abwanderung eintreten würden, was man vermeiden wollte. Bis zum September 2008 wurde der Stadt eine Unterschriftenliste von 1100 Eltern zur Einrichtung der Gesamtschule von der INI präsentiert. Trotzdem wurde der Antrag der INI, ein Gebäude und einen Betriebskostenzuschuss zu gewähren, im Schulausschuss der Stadt abgelehnt. Aus dem Rat kam der Beschluss, eine förmliche Elternbefragung durchzuführen, die im Oktober 2008 an fast 2000 Eltern der Erst-, Zweit- und Drittklässler an Lippstädter Grundschulen erging. Bei einer Rücklaufquote von 77 % votierten 32,6 % für eine Gesamtschule, was sowohl von der Stadt, als auch von der INI als positives Votum aufgefasst wurde. Der von den Ratsfraktionen der SPD, der Bürgergemeinschaft und dem Bündnis 90/Die Grünen favorisierten Kooperation zwischen INI und Stadt wurde seitens der Verwaltung aber eine Absage erteilt: das Elternvotum verpflichte die Stadt Lippstadt zur Einrichtung einer Gesamtschule. Der Rat beschloss daher in seiner Sitzung am 24. November 2008 zum Schuljahr 2010/11 eine Gesamtschule in städtischer Trägerschaft einzurichten. Die Planungen sahen zunächst vor, den Realschulkomplex am Dusternweg, bestehend aus der Drost-Rose- und Edith-Stein-Realschule mit einem Investitionsvolumen von geplanten 10 Millionen Euro zur Gesamtschule umzubauen, der Ratsbeschluss dazu erfolgte im September 2009. Am 7. Dezember 2009 wurde über die Bezirksregierung Arnsberg die entsprechende Verfügung des Landes NRW zur Errichtung der Schule übergeben. Die Anmeldungen zum Schuljahr 2010/11 überschritten mit 120 das geforderte Quorum von mindestens 112 Anmeldungen. Obwohl der angestrebte Drittelmix aus Schülern mit Empfehlungen zur Hauptschule, Realschule und Gymnasium nicht erreicht wurde (es gab nur 12 Kinder mit gymnasialer Empfehlung) wurde die Genehmigung der Bezirksregierung zur Aufnahme des Schulbetriebs, zunächst als Halbtagsschule, erteilt. Der Schulstart erfolgte Ende August 2010 zum Schuljahresbeginn mit vier Klassen und einem Kollegium aus sieben Lehrkräften. Im Januar 2011 wurde auch der vorgesehene Ganztagsbetrieb genehmigt.
Die Schule sollte, um den geplanten Start im Sommer 2010 zu gewährleisten, übergangsweise für 3 Jahre an der „Stadtwaldschule“, zunächst parallel mit den letzten Jahrgängen der dort auslaufenden Hauptschule, untergebracht werden. Es bestand eine zeitliche Befristung der Nutzung der Stadtwaldschule, da wegen des schon geplanten Auslaufens der Hauptschule deren Gelände bereits im Februar 2008 durch eine Resolution des Rates einem benachbarten Industriebetrieb als zur Standortsicherung erwünschte Erweiterungsfläche zugesagt wurde. Wegen der ungünstigen räumlichen Situation der zwei in erster Idee zum Umbau vorgesehenen Realschulen und der auch schwierigen Frage, in welchen Gebäuden die beiden Realschulen stattdessen untergebracht werden sollen, wurde die Stadtverwaltung im November 2011 beauftragt, Standortalternativen für die Gesamtschule zu entwickeln. Im März 2012 wurde als Alternative der Standort „Schulzentrum Pappelallee“ im Süden der Stadt vorgeschlagen, der Ratsbeschluss dazu erfolgte im Juni 2012. Dieser sah zunächst vor, die vorhandenen Bestandsgebäude der Pestalozzi-Schule (Förderschule mit dem Schwerpunkt „Lernen“) zu erweitern, da in Folge der Inklusion eine schwindende Schülerzahl erwartet wurde und daher die Förderschule in das Gebäude einer weiteren, ausgelaufenen Hauptschule (Wilhelmschule) in der Innenstadt umgesiedelt werden sollte. Letztlich wurde aber ein Neubau auf dem Gelände der Förderschule beschlossen, denn die Bestandsgebäude bedurften umfassender Sanierungsarbeiten, zudem entsprachen sie nicht den Erfordernissen einer modernen Schule. Aus dem ausgeschriebenen Architekturwettbewerb, an dem 21 Architekturbüros teilnahmen, ging der Entwurf des Büros Swiatkowski und Suerkemper aus Ostfildern als Sieger hervor. Die Gestaltung der Außenflächen erfolgt durch das Büro schreiberplan aus Stuttgart. Der Abriss der Förderschule begann Ende 2014, die Grundsteinlegung des Neubaues erfolgte am 29. Oktober 2015, das Richtfest war am 17. Juni 2016. Zwischenzeitlich war mit dem dritten Schuljahrgang 2012 mit etwa 360 Schülern die räumliche Situation am Übergangsstandort Stadtwaldschule so, dass erstmals zusätzliche Schulklassencontainer aufgestellt werden mussten und später, mit erneuter Containeraufstellung auch Räume der benachbarten Grundschule „Am Weinberg“ übernommen wurden.
Im Sommer 2016 feierte der erste Jahrgang der Gesamtschule seinen Abschluss zum Ende der 10. Klasse. 45 Schüler entschieden sich bei entsprechender Qualifikation die gymnasiale Oberstufe, gemeinsam mit 35 neu hinzukommenden Realschülern, zu besuchen. Da der Neubau noch nicht fertig war, erfolgte der Unterricht der Sekundarstufe II zunächst in den Räumen des städtischen Ostendorf-Gymnasiums. Im Juli 2017, wenige Tage vor den Sommerferien, bezog dieser Jahrgang als erste Schülergruppe den Neubau an der Ulmenstraße, alle anderen Jahrgänge folgten mit Beginn des neuen Schuljahres Ende August 2017.
Mit Ende des Schuljahres 2018/19 verließ der erste Abitur-Jahrgang die Schule.

## Architektur und Gebäude
Das neue Schulgebäude erschließt sich über den Eingang an der Ulmenstraße zu einem großen Foyer, von dem aus alle Schultrakte erreicht werden. Geradeaus (nach Westen) erstreckt sich über einen langen Flur über zwei Etagen die sog. Magistrale. Von dort ist der Zugang zu den Fachräumen für den Chemie-, Biologie- und Physikunterricht, rechter Hand (nach Norden, zum Schulhof) gelegen. Rechtwinklig nach Süden abgehend finden sich drei dreigeschossige Klassentrakte (sog. Cluster), jeweils einen für die Unter-, Mittel- und für die Oberstufe. Im Trakt für die Unter- und Mittelstufe gibt es für jede Klassenstufe (5–7 bzw. 8–10) eine eigene Etage. Da in der Oberstufe weniger Schüler sind, sind in diesem Cluster im Erdgeschoss die allgemeine Schulverwaltung, sowie schallgedämmte Musikräume untergebracht, die zweite und dritte Etage beherbergt Klassen- und Kursräume, sowie eine Lehrküche für den Hauswirtschaftsunterricht. In jedem Cluster ist ein eigenes Lehrerzimmer für die in dieser Stufe tätigen Lehrkräfte, um eine direkte Anbindung Schüler-Lehrer erreichen zu können. Zwischen den Clustern ist die Begrünung so gewählt, dass dieser Raum als „Freiluftklassenzimmer“ verwendet werden kann. Vom Foyer nach rechts gelangt man zum Forum, der Aula mit einer Bühne, das durch mobile Trennwände mehrfach unterteilt werden kann und im Alltag zu etwa zwei Drittel der Fläche als Mensa der Schule verwendet wird. Die Mensaküche ist zwischen Foyer und Forum untergebracht. Oberhalb der Mensaküche ist eine Biblio- und Mediothek (Leselounge) für alle Klassenstufen eingerichtet. Der Schulhof erschließt sich fern der Straße, durch Forum und Fachraumtrakt einerseits, durch die Kombiturnhalle und die in unmittelbarer Nachbarschaft verbleibende Grundschule An der Pappelallee andererseits begrenzt. Die vorher durch die bereits vor Ort bestehenden Schulen genutzten zwei Turnhallen mit zusätzlichem Lehrschwimmbecken werden nun ebenfalls von der Gesamtschule genutzt. Die Turnhallen sind im Herbst 2017 energetisch saniert worden, ein weiterer Turnhallenneubau ist seit August 2020 fertiggestellt.
Im November 2020 wurde die von den alten Schulen bestehende, ehemalige Hausmeisterwohnung zu einer Lounge für die Oberstufe umgebaut.
Die Stromversorgung und Wärmeerzeugung für die Schule erfolgt umweltfreundlich mit einem eigenen Blockheizkraftwerk, seit Ende 2020 unterstützt durch eine zusätzliche Photovoltaikanlage auf dem Dach.
Das Gebäude wurde mit dem Schulbaupreis 2018, vergeben durch die Architektenkammer NRW und das Ministerium für Schule und Bildung des Landes NRW, ausgezeichnet.

## Pädagogische Schwerpunkte

### Stundenplan und Zeitraster
An der Gesamtschule Lippstadt erfolgte der Unterricht in Schulstunden in der Sekundarstufe I zwischenzeitlich zu je 60 Minuten. Damit sollte ein intensiveres Lernen ermöglicht und die Zahl der unterrichteten Fächer am Tag verringert werden, was die Menge der mitzubringenden Schulbücher und Unterrichtsmaterialien reduziert. Am Vormittag war ein sogenanntes „Förderband“ von pro Tag 30 Minuten eingerichtet, in dem die Schüler selbstständig Unterrichtsstoff vertiefen, nacharbeiten, oder Hausaufgaben erledigen können. In der Sekundarstufe II kam wegen der Kooperationen mit anderen Schulen das klassische 45-Minutenraster zum Einsatz.
Unter anderem wegen der schwierigen Anpassung schulintern und -extern erfolgte der Unterricht ab 2018 für alle Jahrgangsstufen wieder in Schulstunden zu je 45 Minuten. Das „Förderband“ wurde umbenannt in „Lernzeit“ und nimmt 50 Minuten pro Tag in Anspruch.

### Schwerpunktklassen
Mit der Schulanmeldung zur 5. Klasse kann aus vier Schwerpunkten der Besuch einer Schwerpunktklasse gewählt werden: MINT, Sport, Künstlerisches Gestalten und Musik. Der Schwerpunkt Musik erfolgt in Kooperation mit der Städtischen Musikschule. Die Schwerpunktbildung erfolgt von der fünften bis zur siebten Klasse.

### Sekundarstufe I
Von der 5. bis zur 10. Klasse wird die Schule vierzügig geführt, jede Klasse wird von zwei Klassenlehrern begleitet. Ab der 6. Klasse erfolgt eine erste Differenzierung durch Auswahl eines Fachs aus 4 Wahlpflichtbereichen, das durchgängig bis zur 10. Klasse belegt werden muss: Naturwissenschaften, Arbeitslehre (Hauswirtschaft, Technik, Wirtschaft), eine zweite Fremdsprache, Darstellen und Gestalten. Eine Binnendifferenzierung in Grund- und Erweiterungskurse erfolgt für das Fach Englisch ab der 7. Klasse, für Deutsch und Mathematik ab der 8. Klasse und für Physik/Chemie ab der 9. Klasse. Abhängig von den gewählten Kursen und erreichten Noten können alle Schulabschlüsse der Sekundarstufe I erworben werden: Hauptschulabschluss und Mittlerer Schulabschluss (Fachoberschulreife). Der Weiterbesuch der Gesamtschule in der Sekundarstufe II bis zum Abitur ist nach entsprechender Qualifikation möglich.

#### Sprachliches Angebot
Erste Fremdsprache mit Beginn in der 5. Klasse ist Englisch. Ab der 6. Klasse kann im Wahlpflichtbereich als zweite Fremdsprache Spanisch oder Französisch belegt werden. Eine weitere Fremdsprache (als zweite für die Schüler, die keine Sprache im Wahlpflichtbereich in der 6. Klasse belegt haben, bzw. als dritte für die mit bereits zweiter Fremdsprache im Wahlpflichtbereich) ist ab der 8. Klasse Spanisch oder Französisch (abhängig vom Wahlverhalten der Schüler) möglich. Ab der 7. Klasse kann ein Fach im Rahmen des bilingualen Angebots für 1 Stunde auf Englisch belegt werden.

### Sekundarstufe II
Der erste Jahrgang der 11. Klasse (Einführungsphase – „EF“) im Schuljahr 2016/17 konnte neben Pflichtfächern wie u. a. Deutsch, Mathematik, Sport folgende Fächer wählen:

#### Grundkurse
aus der Sekundarstufe I fortzusetzende Fremdsprachen:
- Englisch
- Französisch
- Spanisch
- Latein

sowie:
- Erziehungswissenschaften
- Religionslehre
- Sozialwissenschaften
- Philosophie
- Physik
- Chemie
- Biologie
- Erdkunde
- Geschichte

#### Leistungskurse
(für den ersten Jahrgang in der 12. Klasse (Qualifikationsphase 1 – „Q1“) im Schuljahr 2017/18, gemäß dem Wahlverhalten der Schüler)
aus dem mathematisch-naturwissenschaftlich-technischen Aufgabenfeld:
- Mathematik

aus dem gesellschaftswissenschaftlichen Aufgabenfeld:
- Erdkunde (in Kooperation mit dem Gymnasium Schloss Overhagen)
- Pädagogik

aus dem sprachlich-literarisch-künstlerischen Aufgabenfeld:
- Deutsch
- Englisch
- Kunst (in Kooperation mit der Marienschule)

ohne Aufgabenfeld:
- Sport

## Soziales und ökologisches Engagement

Seit 2015 ist die Schule bei der Initiative Schule ohne Rassismus – Schule mit Courage eingeschrieben.
In der 8. Klasse können Schüler freiwillig sog. „Zertifikatskurse“ in den Bereichen Sporthelfer, Busbegleiter, Streitschlichter und Sanitäts-Ersthelfer belegen.
Anfang des Jahres 2020 kam aus Schülerkreisen, angeregt durch Aktivitäten im Klimabündnis Lippstadt und Fridays for future die Idee, durch eine Photovoltaikanlage auf dem Schuldach einen weiteren Teil des in der Schule verbrauchten Stroms zusätzlich zum vorhandenen Blockheizkraftwerk klimafreundlich bereitzustellen. Realisiert wurde das Projekt dann gemeinsam mit dem Förderverein der Schule, der die Investitionsmittel in Höhe von ca. 17.000 € zur Verfügung stellte und der Stadt Lippstadt als Schulträger und Anlagenbetreiber, die die Anlage vom Förderverein mietet. Im Foyer der Schule werden die Daten zur aktuellen Leistung der Photovoltaikanlage, zu der erzeugten Energiemenge (Solarertrag) und der CO2-Einsparung, die mit dem selbst erzeugen Strom erzielt wird, für alle sichtbar angezeigt. Geplant ist es auch, die gewonnenen Daten im Unterricht zu verwenden, um Umweltthemen praxisnah zu vermitteln.

## Schulpartnerschaft
Es besteht eine Schulpartnerschaft mit dem Collège Paul Éluard in Saint-Étienne-au-Mont in Nordfrankreich, mit der jedes Schuljahr ein Schüleraustausch für die Klassen 8–10 organisiert wird. Seit 2018 ist das Gimnàs Municipal von Batea in Katalonien (Spanien) eine weitere Partnerschule.

## Förderverein
Der Förderverein unterstützt die Schule durch Hilfe in schulischen Belangen und bei der Pflege des Kontaktes zwischen Schule und Bürgerschaft: „… wir … springen ein, um das Schulleben … interessanter, schöner und farbiger zu gestalten“. So wurde 2012 mit Hilfe des Fördervereins eine Mediothek eingerichtet. Es werden u. a. regelmäßig Jugendbuchautoren zu Lesungen in die Schule eingeladen, Anschaffungen für den Unterricht und den Außenbereich unterstützt. Er hat auch die Kosten für die schuleigene Photovoltaikanlage auf dem Schuldach vorfinanziert.